# Pacífico Díaz
Pacífico Díaz (Monteros, Tucumán, 2 de noviembre de 1861 - Buenos Aires, 30 de enero de 1931) fue un médico argentino.

## Biografía
Se trasladó a Buenos Aires a estudiar Medicina en la UBA. Al ocurrir la revolución de 1880 era practicante mayor, y prestó servicios en los combates de Los Corrales y Puente Olivera. Se doctoró en 1885 con la tesis La nutrición. Ingresó al cuerpo de Sanidad Militar, y volvió a prestar señalados servicios en la revolución de 1890, en el hospital de sangre de la iglesia de Las Victorias.
En la revolución del 26 de julio de 1890 fue el emisario que envió el entonces presidente Carlos Pellegrini a parlamentar con el jefe de los rebeldes, General Manuel Campos.
Fue médico personal del presidente Luis Sáenz Peña hasta la muerte de este acaecida el 8 de agosto de 1914.
A causa de un accidente ferroviario, en 1893, sufrió la amputación de ambas piernas. Sin dejarse doblegar por el infortunio, y gracias a subsidios oficiales, viajó a Estados Unidos y Europa, para hacerse implantes ortopédicos.
Al mismo tiempo, en la Facultad de Medicina de París, se especializó en Dermatología. Se convirtió en una autoridad nacional en esa rama. Regresó a Buenos Aires en 1896.
En la Sanidad Militar, fundó el Servicio de Dermatología, y reorganizó todos los cuadros al ser nombrado inspector general de Sanidad en 1910.
En 1907 integró el elenco fundador de la Sociedad Dermatológica Argentina, a la que también presidió desde 1917 hasta 1921, y donde presentó muchas comunicaciones científicas.
Hace algunos años era muy frecuente en dermatología para tratar la «dermatitis del pañal», la utilización de la pomada de Pacífico Díaz, compuesta por dermatol (sub-galato de bismuto) 6 g, ácido salicílico 1 g y lanolina-vaselina aa 30 g. Propuso el uso del ácido pícrico en algunas dermatomicosis y el uso de la tiosinamina y el cacodilato de sodio en altas dosis como agentes terapéuticos. También realizó la descripción de la reacción paradojal del arsénico.